# Pitt Moog
Pitt Moog (* 1932 in Kempfenbrunn im Spessart; † 22. Juni 2017 in Brilon) war ein deutscher Maler, Grafiker und Bildhauer.

## Leben
Pitt Moog studierte von 1952 bis 1958 an der Werkakademie in Kassel bei Arnold Bode und Fritz Winter. Anschließend war er als Assistent für Arnold Bode tätig. Arnold Bode regte nachhaltig Pitt Moog zur Ausübung des Künstlerberufs an. Moog arbeitete als Messegestalter und war in die Vorbereitungen der documenta 1 und documenta 2 eingebunden. Er unterhielt enge Kontakte zu deren Organisatoren Werner Haftmann, Herbert Freiherr von Buttlar und Kurt Martin. 1958 legte er das Staatsexamen für das Lehramt an Höheren Schulen ab. Danach war er als freischaffender Künstler tätig. Mit einem Stipendium der Studienstiftung des Deutschen Volkes ging er für ein Jahr nach Paris. Von 1961 bis 1962 hatte Moog einen Lehrauftrag an der Werkkunstschule Dortmund und an der Hochschule für bildende Künste in Kassel. 1962 lernte Pitt Moog den Galeristen und Fotografen Benjamin Katz sowie den Kunsthistoriker und Ausstellungsmacher Christos Joachimides kennen, die Pitt Moogs Arbeit förderten. 1963 übernahm er die Leitung der Abteilung für Werbung und Design für den Deutschen Evangelischen Kirchentag in Dortmund. Von 1966 bis zu seiner Emeritierung im Jahr 1994 hatte er eine Lehrtätigkeit an der Fachhochschule Dortmund, seit 1973 als Professor im Lehrgebiet Gestaltungslehre und Illustration. 1971 zog er in die Wassermühle nach Brilon-Aamühlen um. Seit 1985 war Pitt Moog Juror für den „Salon du Printemps“ in Luxemburg.
Pitt Moog unternahm ausgedehnte Studienreisen nach Griechenland und in die westliche Türkei. Er bereiste auch andere Mittelmeerländer, wie Ägypten und Algerien. Seine Begegnungen und die Beschäftigung mit mediterranen Frühkulturen und prähistorischen Höhlenmalereien waren prägend für die Themen und die Stilfindung seines künstlerischen Schaffens der „chthonischen Malerei“. Seine Kunst fand in den 1960er Jahren internationale Beachtung. Moog hatte seit 1964 über 95 Einzelausstellungen im In- und Ausland. Seit dem Jahr 1962 war er mit der Ausführung von 11 Projekten im Bereich „Kunst am Bau“ betraut worden. Moog war Teilnehmer der III. Biennale de Paris und der documenta III im Jahr 1964 in Kassel und auch zur III. Biennale von Tokio als Künstler eingeladen.
Pitt Moog lebte in Brilon, wo er 2017 im Alter von 85 Jahren starb. Seine Schwester Renate Tomino-Moog († 2014) war ebenfalls künstlerisch tätig.

## Werk
Pitt Moog malte in Öl, Tempera und Mischtechnik. Dabei bevorzugte er erdige Farben in Braun- und Olivtönen. Für sein Werk charakteristische Motive sind archaisch-mythische Szenerien mit Gliederfüßern und anderen Tieren oder Märchen- und Fantasiegestalten, die sich in einer Umgebung mit Gräbern, Felsen und Höhlen befinden. Von 1965 bis 1975 wandte er sich verstärkt der Druckgrafik und Zeichnung zu. Er schuf Grafik-Serien im Siebdruckverfahren, Editionen und Einzelwerke wie z. B. die Gestaltung der Jubiläums-Schrift der West-deutschen Bauvereinsbank GmbH von 1964. Ende der 1970er Jahre malte Moog bevorzugt kleinformatige Aquarelle mit erotischen Szenen. In den 1980er Jahren kehrte er zur „chthonischen Malerei“ der Anfangsjahre zurück. Zu seinem Gesamtwerk gehören auch Wandgestaltungen, so arbeitete er 1975/76 in Kooperation mit den LTK Architekten Dortmund für Schulzentren in Düsseldorf-Lintorf, Gevelsberg und Siegen und 1981/82 für die Gewerblichen Schulen in Lüdenscheid.

## Auszeichnungen (Auswahl)
- Auslandsstipendium der Studienstiftung des deutschen Volkes in Paris
- 1961: Preis des Kulturkreises der Deutschen Industrie, Köln
- 1962: Premio Marzotto, Rom

## Ausstellungen (Auswahl)
- Premio Marzotto, Mailand, Brüssel, München, Paris
- Deutsches Kulturinstitut, London
- 1962: III. Biennale de Paris
- 1964: L'artjeune contemporain, Paris
- 1964: documenta III, Kassel
- 1964: III. Biennale von Tokio
- Internationaler Kunstmarkt Düsseldorf (IKI)
- 1972: Art Basel
- 2017: 300 Jahre Herkules, Gemäldegalerie Alte Meister, Kassel
- seit 2019: Dauerausstellung Paloma – Echo der Mythen, Museum Haus Hövener, Brilon[4]
- 2022: Retrospektive Urgrund des Seins, Museum Haus Hövener, Brilon (mit Werken von Renate Tomino-Moog)[2]